# Bou Hamed
Bou Hamed o Bou Ahmed (àrab: بوحامد, Būḥāmid) és un petit poble pescador situat a la costa Mediterrània de la província Chaouen, a la regió de Tànger-Tetuan, al Marroc. Hi ha petits comerços i un mercat de peix al carrer.